# سیارک ۲۰۸۵۵
سیارک ۲۰۸۵۵ (به انگلیسی: 20855 Arifawan، نامگذاری:2000VV27) بیست هزار و هشتصد و پنجاه و پنجمین سیارک کشف شده‌است که در ۱ نوامبر ۲۰۰۰ کشف شد.
قدر مطلق سیارک برابر ۱۲.۳ است.